# Le Festin d'Hérode (Donatello, Sienne)
 (août 2025).
Si vous disposez d'ouvrages ou d'articles de référence ou si vous connaissez des sites web de qualité traitant du thème abordé ici, merci de compléter l'article en donnant les références utiles à sa vérifiabilité et en les liant à la section « Notes et références ».
Pour les articles homonymes, voir Festin d'Hérode.
Le Festin d’Hérode est un bas-relief en bronze doré de Donatello, réalisé entre 1423 et 1427 pour les fonts baptismaux du baptistère de Sienne, où il se trouve encore. Il est de forme carrée, de 60 cm de côté. Le relief est construit selon la technique du stiacciato, à l’exception des figures à l’avant-plan, moulées en haut-relief pour mieux se détacher du fond.

## Historique
En 1416, Lorenzo Ghiberti est engagé par l’Opera del Duomo de Sienne comme conseiller et concepteur pour la construction de nouveaux fonts baptismaux du baptistère de la cathédrale de Sienne. Les six reliefs décorant les faces des fonts hexagonaux devaient à l’origine être réalisées par Ghiberti et deux artistes siennois. La commande faite à Donatello du Festin d’Hérode a remplacé un des bas-reliefs de Jacopo della Quercia, un des artistes locaux, qui ne travaillait pas assez vite pour l’Opera del Duomo.
Donatello a commencé en 1423, alors qu'il travaillait sur les Prophètes pour le campanile de Giotto. Il s'agissait de sa première commande importante en dehors de Florence. La commande témoigne également de la renommée du sculpteur, qui s’étendait au-delà de la ville et incluait désormais le traitement de matériaux plus variés, du marbre au bronze.
Le relief fut terminé en 1427. Les commanditaires étaient si satisfaits du résultat qu'ils commandèrent également les statuettes de La Foi et de L’Espoir, réalisées entre 1427 et 1429.

## Description

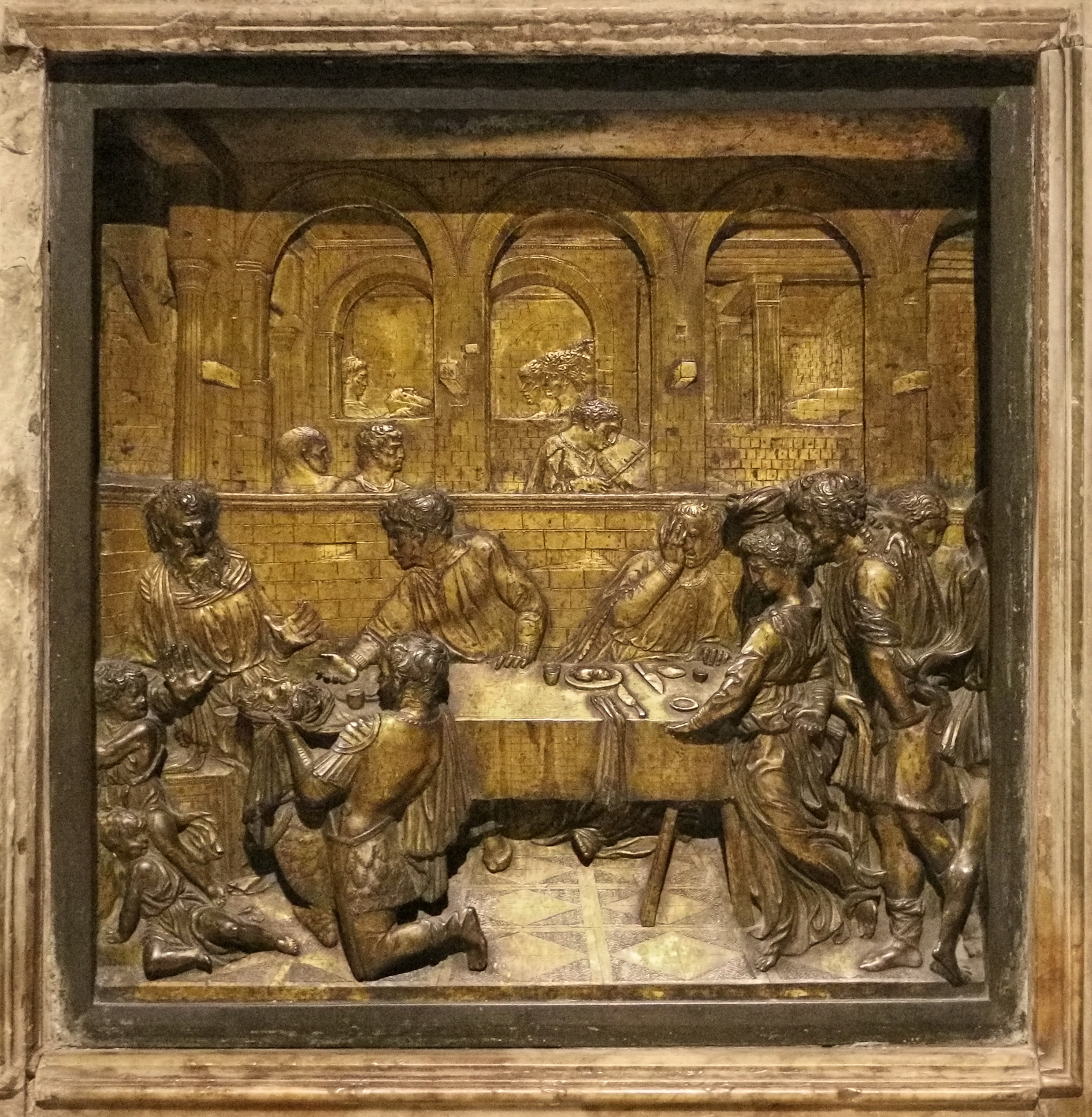
Donatello, le Festin d’Hérode

L'encadrement de l'œuvre est extrêmement simple et sert de passe-partout, comme une fenêtre ouverte. La composition utilise la perspective linéaire, avec un point de fuite au centre de l’image. Mais contrairement au bas-relief de Saint Georges libère la Princesse, le centre est dégagé, avec des personnages disposés en diagonale, créant un effet dynamique. 
Le panneau montre trois moments du festin relatés par les évangiles de Matthieu et de Marc. Selon le texte biblique, Hérode Antipas, tétrarque de Judée, vivait avec Hérodiade, épouse de son demi-frère, suscitant le scandale. Réprimandé pour cet adultère par Jean-Baptiste, il le fait emprisonner à la demande de sa maîtresse. Plus tard au cours du banquet, il est conquis par la danse de Salomé, la belle et jeune fille d’Hérodiade, et lui promet tout ce qu’elle désire. Salomé, sur le conseil de sa mère, demande la tête de Jean-Baptiste. Hérode, bien qu'opposé parce qu'il sent la vérité dans les paroles de Jean-Baptiste, ordonne qu'il soit décapité et que sa tête soit donnée à Salomé. 

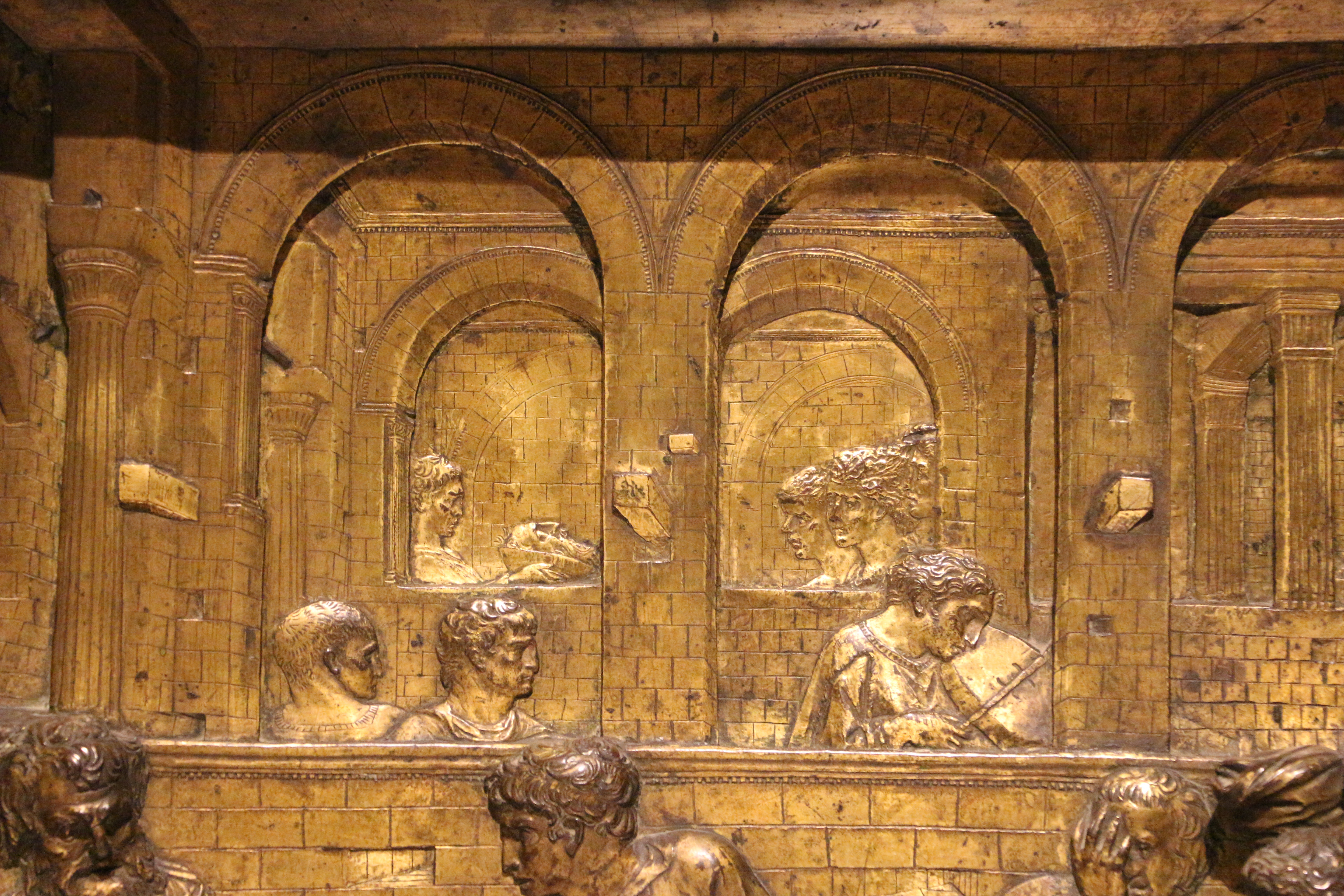
Donatello, Le Festin d’Hérode, détail

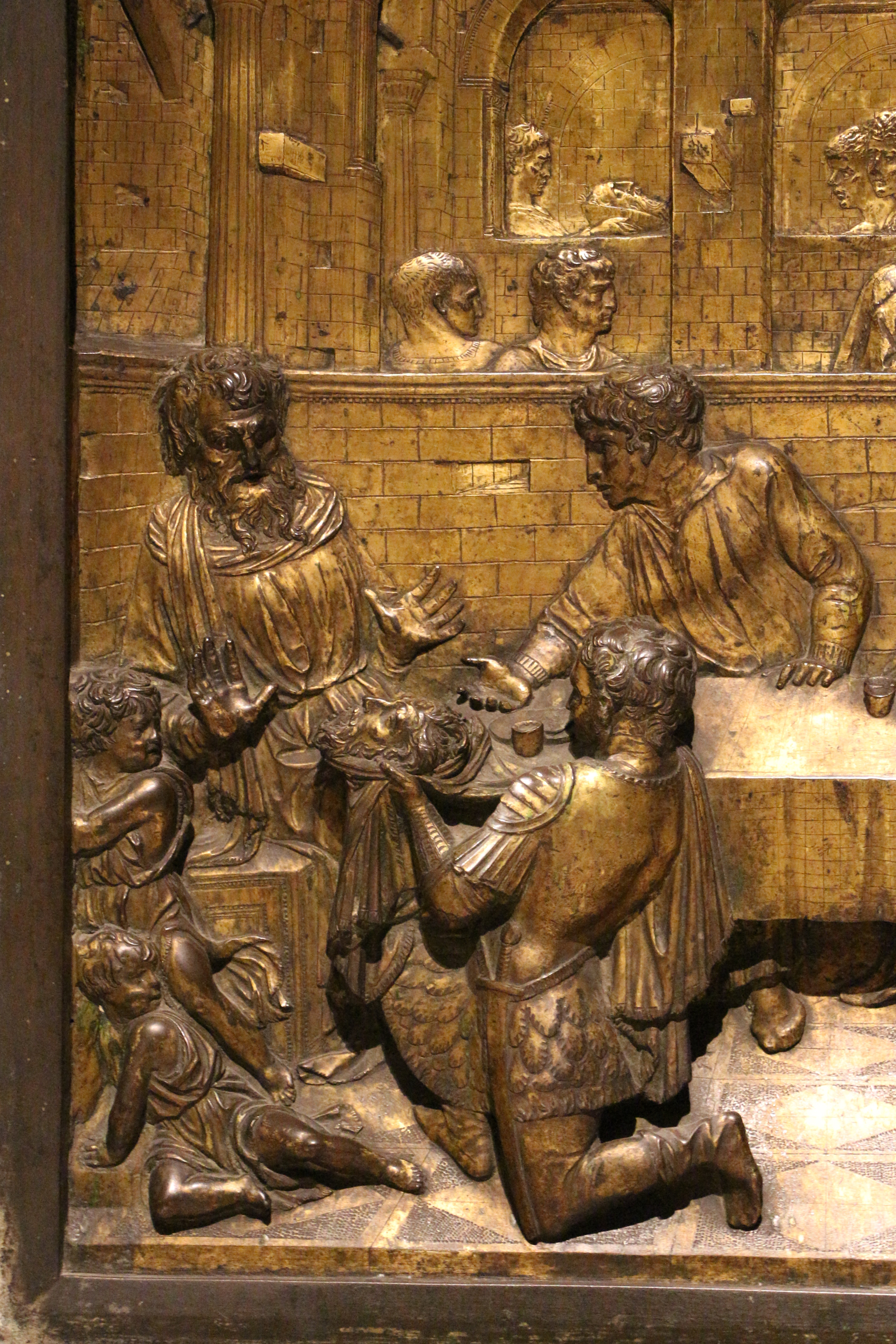
Donatello, Le Festin d’Hérode, détail

Le relief de Donatello se découpe en trois plans rendus visibles grâce à l'ouverture d'arches sur les murs, qui créent une série d'ouvertures consécutives. Dans les piliers soutenant les arches, des fixations de poteaux, déterminent les lignes de construction. Donatello dessine les joints du mur de brique avec finesse, et atteint une grande virtuosité dans les deux meurtrières du mur principal. On peut voir des musiciens dans la partie centrale, en référence à la danse de Salomé qui vient de s'achever. À l'arrière, on peut voir le serviteur montrant la tête de Jean-Baptiste à Salomé et à ses suivantes, ainsi qu'un escalier qui fait probablement allusion au palais royal. Au premier plan se déroule l’action principale, avec le domestique montrant la tête de saint Jean-Baptiste décapitée sur un plateau. Hérode à l'extrême gauche, horrifié par cette vision, a un mouvement de recul, comme le montrent éloquemment son visage et le geste de ses mains. Même ses invités sont choqués par la vision (celui du centre à droite se couvre les yeux de la main), tandis qu’Hérodiade s'approche de son mari et tente d'un geste du bras de le convaincre que la punition infligée à Jean-Baptiste était nécessaire, préfigurant le sentiment de repentance.

## Style

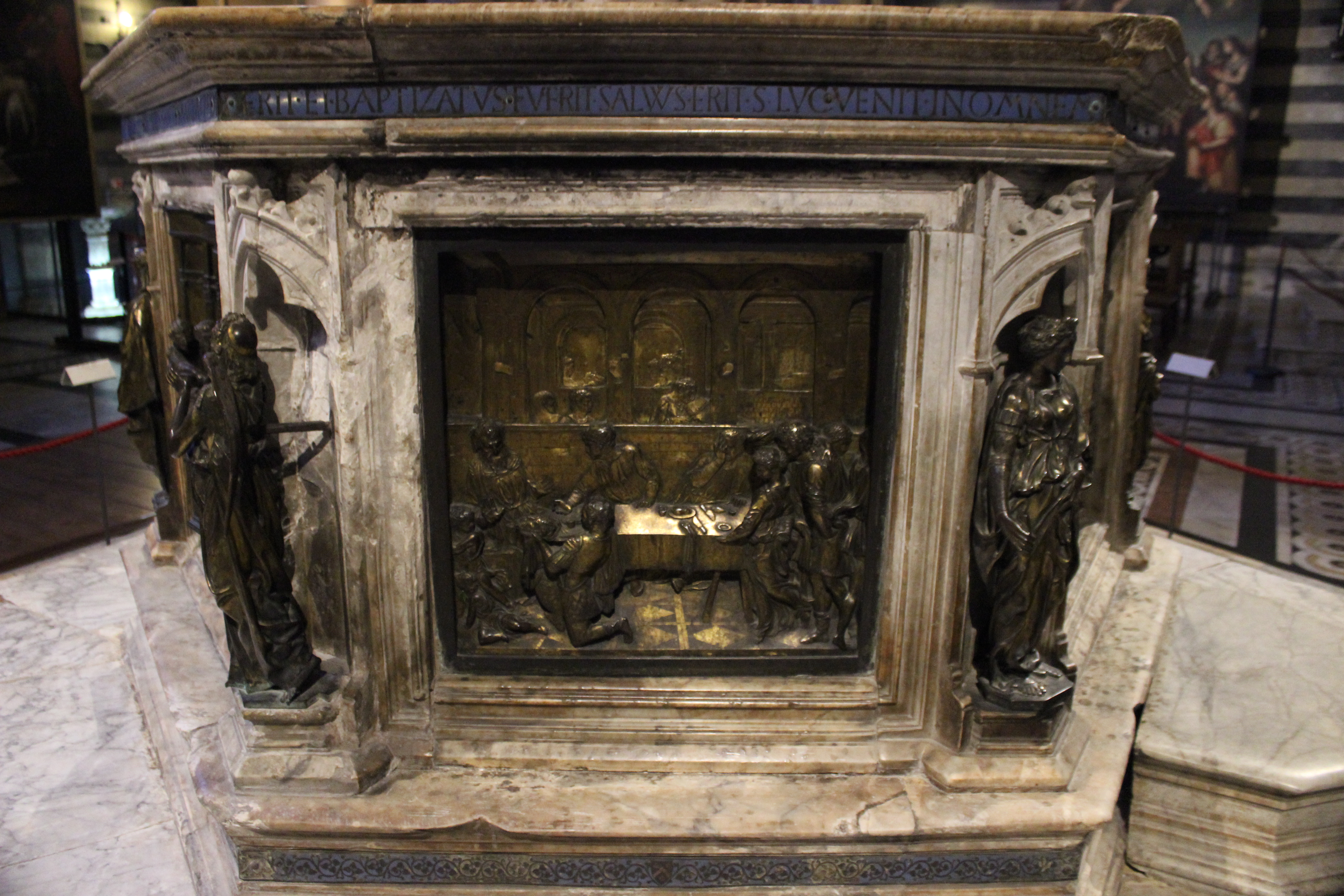
Fonts baptismaux, baptistère de Sienne.

Donatello parvient à impliquer le regardeur dans la scène représentée en adaptant le relief à son point de vue élevé (le panneau se trouve à la base des fonts baptismaux), comme le montre le raccourci de la table.   
Le sol en damier détermine l'emplacement exact de chaque personnage au premier plan. Donatello comprime les figures de l’arrière-plan, et en augmente la profondeur à mesure qu’il se rapproche du premier plan, jusqu’au haut-relief du groupe situé à droite et de la tête du serviteur au plateau. 
L'espace n'est pas fini, mais semble plutôt s'étendre au-delà du relief, comme le montrent les arches ou les silhouettes coupées en deux. Même l'arrière-plan ne semble être qu'une partie de quelque chose de plus grand. L'espace de la Renaissance, fini et mesurable, qui est ici présent grâce au sol régulier, laisse ainsi la place à un espace indéfini, typique de la peinture flamande. 